# 新聞特別節目
新聞特別節目是指電視台或廣播電台在發生重大事件或災害時臨時修改正常節目安排，播出的特別節目。對24小時新聞頻道而言，即使發生突發新聞，對節目內容的變動亦可能僅限於修改原本安排。未必會更改節目表。但對於綜合頻道而言，由於修改原本播出安排意味着需要停播原本預計播出的廣告，因此除非極為重大的新聞，很少播出新聞特別節目。而未有播出廣告的公共廣播比商業廣播更易編排新聞特別節目。